# Walgau
 (février 2017).
Si vous disposez d'ouvrages ou d'articles de référence ou si vous connaissez des sites web de qualité traitant du thème abordé ici, merci de compléter l'article en donnant les références utiles à sa vérifiabilité et en les liant à la section « Notes et références ».
Le Walgau est une vallée d’environ 20 km de long, parcourue par la rivière Ill, au sud de la région autrichienne du Vorarlberg.
Avec la ville de Bludenz à l’extrémité sud-est de la vallée, cette région a une forte densité de population par rapport au reste de la région du Vorarlberg méridional. Au nord-ouest, la vallée du Walgau aboutit à la ville de Feldkirch, située dans la vallée vorarlbergeoise du Rhin, encore plus peuplée.

## Geographie
La vallée du Walgau est une vallée latérale de la vallée du Rhin, elle commence en amont près de Bludenz et se termine près de Feldkirch. Elle est encadrée au sud-ouest par le Rätikon et au nord-est par le chaînon du Walserkamm, dans le massif du Bregenzerwald. Elle se prolonge dans la vallée du Montafon et dans les vallées secondaires de l’Ill, le Großes Walsertal et le Klostertal.
Avec 48 095 habitants (30 septembre 2004), la vallée du Walgau est la deuxième vallée la plus peuplée du Vorarlberg après la vallée du Rhin.
L’Ill parcourt la large vallée boisée. La force du courant est utilisée dans la centrale hydro-électrique Walgauwerk de Nenzing.